# 전사의 용기
《전사의 용기》(The Red Badge Of Courage)는 미국에서 제작된 존 휴스턴 감독의 1951년 전쟁 영화이다. MGM이 제작하였다. 앤디 데빈 등이 주연으로 출연하였고 고트프리드 레인하드트 등이 제작에 참여하였다. 개봉명은 《존 휴스톤의 전사의 용기》이다.

## 출연

### 주연
- 앤디 데빈
- 로버트 이스톤

### 조연
- 더글러스 딕
- 로얄 다노
- 존 디어키스
- 아서 허니커트
- 팀 듀란트

## 기타
- 원작자: 스티븐 크레인
- 음향: 더글러스 시어러
- 미술: 세드릭 기븐스
- 미술: 한스 피터스
- 세트: 에드윈 B. 윌리스
- 분장: 윌리엄 터틀